# Џиханкој
Џиханкој (тур. Cihanköy) је насељено место у округу Орхангази у вилајету Бурса, Турска. Према попису из 2020. било је 175 становника.
Џиханкој настањују Бошњаци, чији су се преци доселили крајем 19. века и почетком 20. века из околине Сарајева у Босни.